# 파인더 (드라마)
파인더(The Finder)는 2012년 1월 12일부터 5월 11일까지 FOX에서 방영했던 드라마로, 《본즈》의 스핀오프 작품이다.
배우 마이클 클라크 덩컨의 지병으로 인한 사망으로 드라마가 중단되었다. 동시에 덩컨의 유작이기도 하다.

## 출연
- 제프 스털츠 - 월터 셔먼 역
- 마이클 클라크 덩컨 - 리오 녹스 역
- 메르세데스 메이손 - 이저벨 잠바다 역
- 매디 해슨 - 윌라 먼데이 역
- 토비 헤밍웨이 - 티모 프라우드 역